# رينالدو براون
رينالدو براون (بالإنجليزية: Reynaldo Brown)‏ هو منافس ألعاب قوى أمريكي، ولد في 6 ديسمبر 1950.

## وصلات خارجية
- رينالدو براون على موقع الاتحاد الدولي لألعاب القوى (الإنجليزية)
- رينالدو براون على موقع أوليمبيديا (الإنجليزية)